# Michel Majerus
Michel Majerus (ur. 9 czerwca 1967 w Esch-sur-Alzette, zm. 6 listopada 2002 w Niederanven) – luksemburski artysta współczesny. Do tworzenia swoich prac korzystał z mediów cyfrowych. Mieszkał i pracował w Berlinie do czasu śmierci w listopadzie 2002.
Jego praca artystyczna została wyróżniona w wielu indywidualnych i zbiorowych wystawach w Europie i Ameryce Północnej, przede wszystkim na wystawie Pop Reloaded w Los Angeles.

## Życie i wczesne prace
Majerus urodził się w luksemburskiej miejscowości Esch-sur-Alzette w 1967. W 1986 rozpoczął studia na uczelni Staatliche Akademie der Bildenden Künste Stuttgart, które ukończył w 1992.
Malarstwo było głównym środkiem ekspresji artysty, ale jego twórczość powiązana była z wieloma aspektami kultury popularnej, m.in. z grami komputerowymi, filmami, telewizją i muzyką pop, które wykorzystywał do tworzenia znaków towarowych i logo. W swoich pracach czerpał z prac takich artystów, jak Andy Warhol, Willem de Kooning i Jean-Michel Basquiat. Nie ograniczał się jedynie do malowania, ale tworzył też dynamiczne instalacje otaczające widza. W if you are dead, so it is (2000) Majerus pokrył wewnętrzną powierzchnię half-pipe’u.
Po przeprowadzce do Los Angeles w 2000 dzięki Deutscher Akademischer Austausch Dienst (DAAD), akademickiej wymianie, Majerus rozpoczął pracę nad serią trzydziestu wielkoformatowych obrazów zawierających media cyfrowe i filmy animowane. Projekt zakończył w Berlinie tego samego roku. 
Zanim umarł, pracował nad wystawą zatytułowaną Space Project w Tate Liverpool.

## Wystawy
Dzieło Majerusa po raz pierwszy zostało pokazane opinii publicznej w 1996 na wystawie w Stuttgarcie, a następnie w irlandzkim Munster i brytyjskim Dundee. W 1996 Kunsthalle Basel zorganizowało muzealną retrospektywę Michela Majerusa.

## Śmierć
Michel Majerus zginął w listopadzie 2002 w katastrofie lotniczej podczas podróży z Berlina do Luksemburga.